# Eszéki repülőtér
A Eszéki repülőtér (IATA: OSI, ICAO: LDOS) Horvátország egyik nemzetközi repülőtere, amely Eszék közelében található. Éves utasforgalma 15 875 fő (2022).

## Légitársaságok és úticélok
| Légitársaság     | Célállomások                           |
| ---------------- | -------------------------------------- |
| Croatia Airlines | Szezonális: Dubrovnik, Split           |
| Eurowings        | Szezonális: Stuttgart                  |
| Trade Air        | Dubrovnik, Pula, Rijeka, Split, Zágráb |
| Ryanair          | London Stansted                        |

## Futópályák
A repülőtér futópályái:
- 11/29

## Forgalom
Az utasforgalom az elmúlt években az alábbi módon változott:
| Utasok száma | 2824 | 20 503 | 20 824 | 2188 | 27 028 | 29 509 | 42 847 | 46 378 | 6626 | 15 875 |
|              | 2007 | 2009   | 2010   | 2012 | 2014   | 2015   | 2017   | 2019   | 2020 | 2022   |